# 1664 (bière)
Pour les articles homonymes, voir 1664 (homonymie).
1664 (prononcé « seize cent soixante-quatre »
souvent abrégé en « seize soixante-quatre » ou en « seize » tout court[réf. nécessaire]) est une marque des Brasseries Kronenbourg, brasseur alsacien installé à Obernai dans le Bas-Rhin et appartenant aujourd'hui au groupe danois Carlsberg. 
Cette marque est commercialisée dans 70 pays.

## Origine de la marque
1664 fait référence à l'année de fondation de Kronenbourg. La première bière commercialement identifiée sous cette marque, blonde, a été brassée en 1952 par Valentin Conti. Cette bière a été créée à l'occasion du couronnement d'Élisabeth II, ce fait expliquant l'habillage « royal » qui lui vaudra un peu plus tard le surnom de « col blanc ». 
Depuis 1988, la marque est simplement nommée  « 1664 » pour le marché français.

## Une fabrication qui n'est plus uniquement en Alsace
Une campagne de publicité avec le footballeur Éric Cantona vantant le produit, a été interdite au Royaume-Uni en février 2014 parce qu'elle laissait croire, à tort, que cette bière était brassée en Alsace. La mention « Brassée au Royaume-Uni » apparaissait mais en petites lettres.
En effet, la bière de marque Kronenbourg 1664 destinée au marché britannique n'est pas brassée par Kronenbourg à la brasserie K2 d'Obernai en Alsace mais par Heineken UK, qui dispose de la licence pour transformer cette bière au Royaume-Uni. Heineken s'est défendu, sans succès, en argumentant sur l'histoire de la marque et l'utilisation d'une variété alsacienne de houblon, le strisselspalt.

## Évolution de la gamme
Plusieurs types de bières composent maintenant la gamme Kronenbourg 1664 : Blonde, Gold, Blanc, Fruits rouges, etc. Cette diversité a pour but tout à la fois de réagir à l'évolution des goûts, d'accompagner la diffusion à l'étranger. À quoi il faut ajouter une bière sans alcool (qui titrait 0.5° jusqu'en mars 2022, 0° depuis). Une façon, pour les équipes marketing de Kronenbourg SAS, de s'adapter au marché en régression constante.
Autre axe marketing, tenté plus ponctuellement, de 2004 à 2006, Kronenbourg SAS a demandé au designer Philippe Starck d'imaginer une collection d'accessoires aux couleurs de la gamme Kronenbourg 1664 : verre, bouteille, décapsuleur, canette, en tout seize objets.

## Les déclinaisons

### Kronenbourg 1664

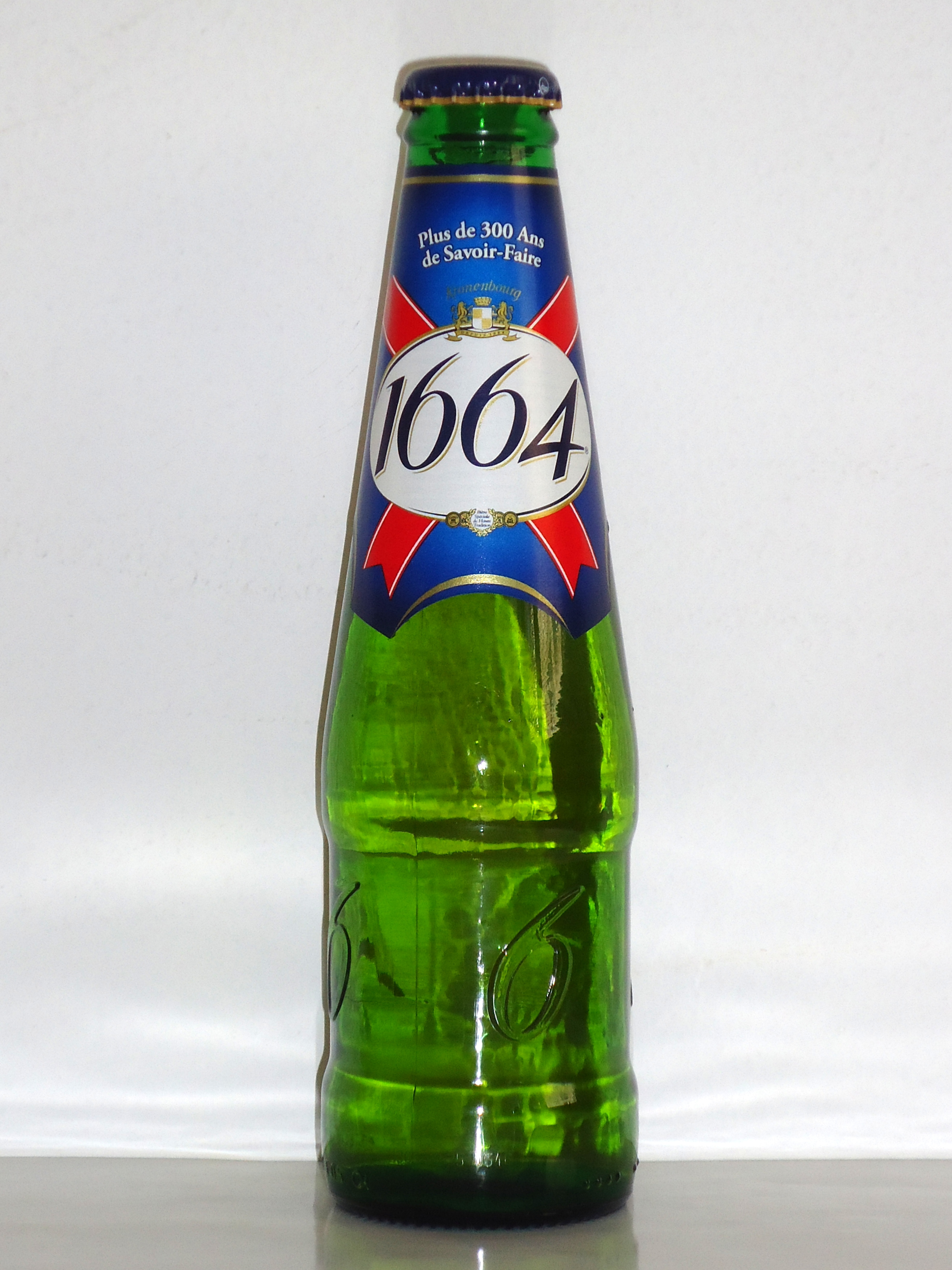
Bouteille de 1664 (marché français).

La Kronenbourg 1664 est une bière de fermentation basse, une lager de couleur blonde (5,5 %), presque jaune. Elle contient du malt d'orge, du sirop de glucose, du blé et du malt de blé. Sa mousse blanche est dense et ses bulles sont fines. Le descriptif commercial évoque un nez dominé par le malt et les houblons aromatiques floraux, ainsi que des notes de fruits jaunes, de miel, de banane et de poivre. Cette bière est marquée par son amertume fine et son arrière-goût long en bouche dû à sa fermentation longue en cave. Sa saveur oscille entre le sucré et l'acide.
Valeur nutritionnelle de la bière blonde 1664 5,5° : 45,1Kcal/10cl - 44,448Kcal/100 g ;
Densité de la bière blonde 1664 5,5° : 10,14665g/cl.
La version brassée au Royaume-Uni par Heineken UK titre 5 %.
La marque Kronenbourg 1664 est la bière du commerce la plus achetée par les Français selon une étude publiée par le site Vinepair.com en 2015.

### Kronenbourg 1664 Blanc

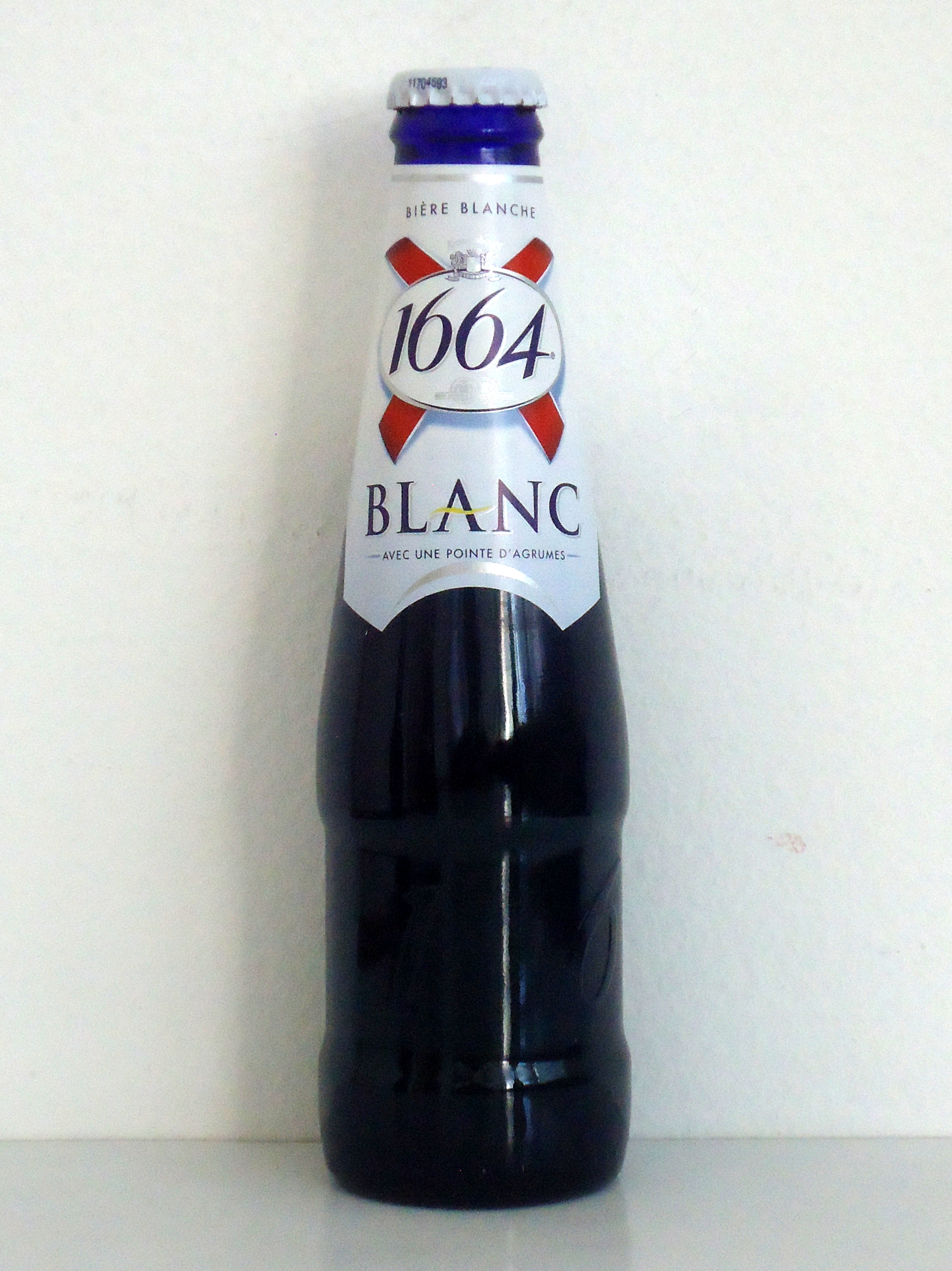
Bouteille de 1664 Blanc (marché français).

La Kronenbourg 1664 Blanc est une bière blanche (5 %) et fruitée. Elle est lancée en 2006. Sa saveur est obtenue grâce à l'ajout d'arômes d'agrumes. Le conditionnement est inédit, une bouteille bleue ou blanche, de forme inhabituelle comparée à l'ensemble des bouteilles du marché. Elle semble plus particulièrement vendue en Grande-Bretagne et en Chine.

### Kronenbourg 1664 Rosé
La Kronenbourg 1664 Rosé est une bière blonde (5,5 %) aromatisée à la framboise et à la pêche. La marque est lancée en 2013.

### Kronenbourg 1664 Millésime
Bière blonde (6,7 %) possédant une robe nuancée. Lancée en 2012 et brassée avec du malt de printemps. Kronenbourg SAS la positionne comme une bière de dégustation. Élue meilleure lager aux World Beer Awards 2015.
Le brassin 2016 est élaboré en collaboration avec le chef de cuisine Philippe Etchebest.

### Kronenbourg 1664 Gold
La Kronenbourg 1664 Gold est une bière blonde (6,1 %) possédant une robe nuancée et une légère amertume. Elle est issue d'une double fermentation. Elle était commercialisée sous la marque Kanterbräu Gold depuis 1977 et a été renommée 1664 Gold en 2009.

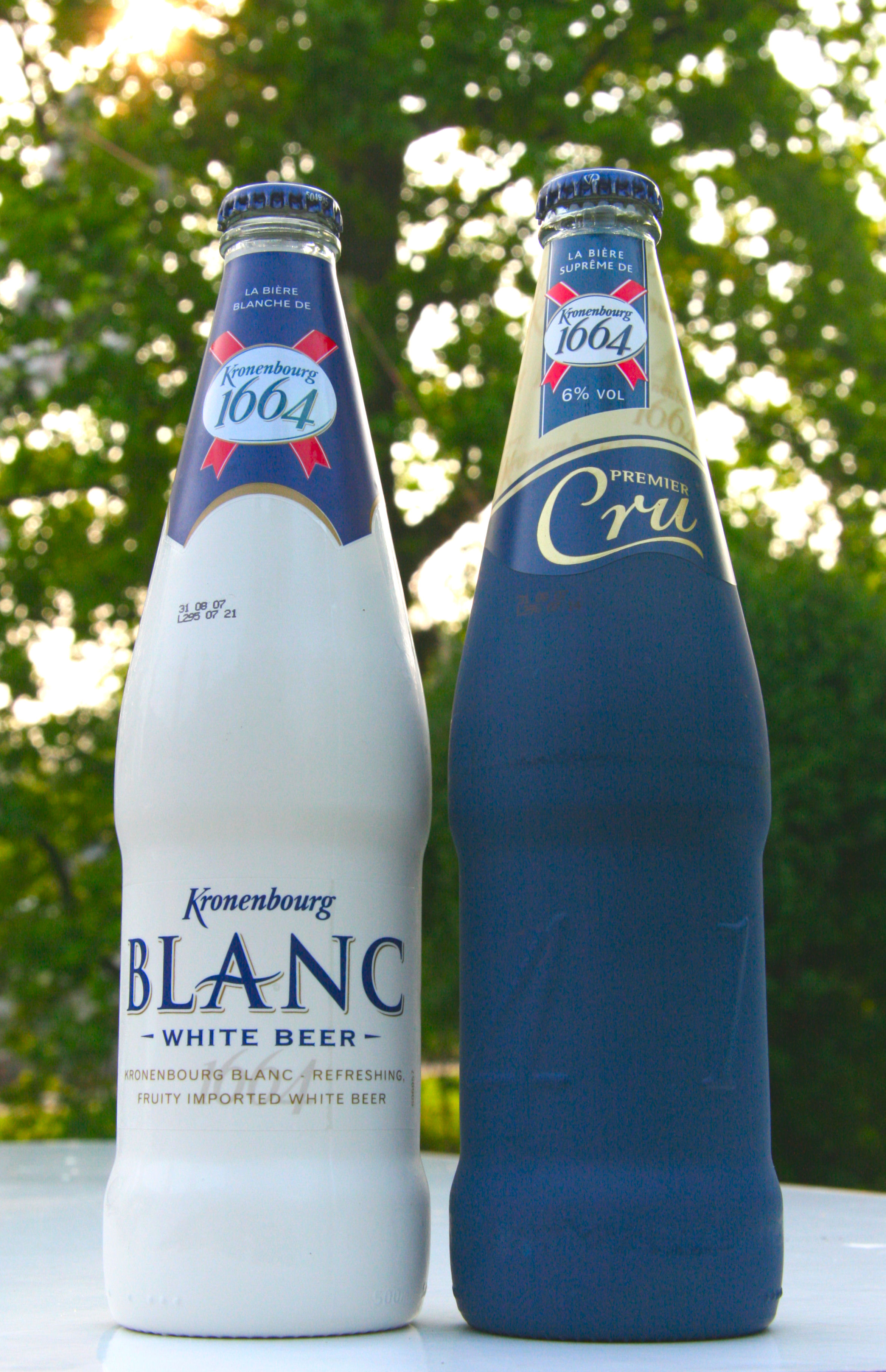
Bouteille de Kronenbourg 1664 Blanc et Kronenbourg 1664 Premier Cru (marchés étrangers).

### Kronenbourg 1664 Fruits rouges
Bière blanche aromatisée fruits rouges et framboise, 4,5 %. Elle est lancée en 2015.

### Kronenbourg 1664 Sans alcool
Bière blonde sans alcool (0,0 %).

### Kronenbourg 1664 Passion/Citron vert
Lancement courant 2016.

### Kronenbourg 1664 Mûre Myrtille
Bière blanche aromatisé mûre myrtille 4,5 % . Elle est lancée en 2017.

### Kronenbourg 1664 Bière de Noël
La Kronenbourg 1664 Bière de Noël est une bière « pression » (5,5 %) brassée spécialement pour la Noël. Sa mousse est dense et abondante, aux bulles fines et régulières. Sa robe est nuancée. Elle a une odeur de caramel, fruits, houblons et miel, ce qui n'est pas sans rappeler les autres bières de la gamme. Sa saveur contient des arômes de caramel et de houblon et oscille en sucrée, amère et acide.

### Kronenbourg 1664 Bière de Mars
La Kronenbourg 1664 Bière de Mars est une autre bière « pression » (5,9 %) brassée uniquement en début d'année. L'unique différence avec la Bière de Noël réside dans les notes de rhum brun présentes dans son odeur et ses arômes.

## Bières dont la fabrication est stoppée

### Kronenbourg 1664 Instant Pression
La Kronenbourg 1664 Instant Pression a été une innovation dans le conditionnement de la bière, mise en place par Kronenbourg SAS, qui permet d'évoquer davantage, pour une bière embouteillée, le goût d'une bière « à la pression », grâce à un système de  pression intégré dans les boîtes de 33 cl. Ce système a été breveté par Scottish & Newcastle, brasseur britannique aujourd'hui disparu et repris par Carlsberg. Il est utilisé aussi par Guinness.

### Kronenbourg 1664 Brune
La Kronenbourg 1664 Brune (6,3 %) fut un coup d'essai pour le groupe. Les ventes furent décevantes pour Kronenbourg SAS qui décida d'interrompre sa fabrication.

## Anecdote
Au cours d'un déjeuner à Bruxelles, en 1986 ou 1987, François Mitterrand, en présence de Jacques Chirac, Margaret Thatcher, Helmut Kohl et Tony Blair demanda à ses voisins quels étaient, pour eux, les plus grandes dates historiques qui les ont marqués. Jacques Chirac, connu pour son amour de la bière et son air détendu, répondit « 1664, Kronenbourg », en levant sa bière. C'est le secrétaire d’État à la Culture, Philippe de Villiers, qui est à l'origine de l'anecdote, bien que son authenticité soit discutée,,. Villiers reprend cette anecdote pour dénoncer le manque de culture historique de Chirac, dans Causeur, on défend plutôt une repartie originale face à une question-piège de Mitterrand pour humilier le Premier ministre.